# Хабумуремьи, Пьер Дамьен
Пьер Дамьен Хабумуремьи (руанда и фр. Pierre-Damien Habumuremyi; род. 21 февраля 1961, Рухондо, Руанда-Урунди) — руандийский политик, премьер-министр Руанды с 7 октября 2011 по 24 июля 2014 года. Бывший министр образования (2011).

## Биография
С 2000 по 2008 год Хабумуремьи занимал пост исполнительного секретаря Национальной избирательной комиссии Руанды. 11 мая 2008 года он был избран одним из девяти представителей Руанды в Восточно-африканской законодательной ассамблее (East African Legislative Assembly). В июле 2008 года на посту исполнительного секретаря Национальной избирательной комиссии его сменил Шарль Муньянеза.
В мае 2011 года вошёл в правительство Руанды в качестве министра образования, сменив Шарля Муриганде. Затем, с 7 октября того же года, возглавил правительство.

## Семья
Хабумуремьи женат на Петронилле Мусабьимана и имеет пятерых детей.